# 대구섬유박물관
대구섬유박물관은 대구광역시 동구에 있는 박물관이다.
본관은 대한민국의 유일의 종합섬유박물관으로,
대한민국 섬유·패션의 역사를 조망함과 함께 나아갈 방향을 찾기 위해 건립되었다.
섬유박물관의 전시공간은 패션관,산업관,미래관 등으로 구성되어 있으며, 특히 대기업과 중소기업,
유관기관들이 참여함으로써 역사성과 전문성 등이 알차게 표현되어 있다.
그리고 내외에는 실과 바늘, 누에고치 컨셉 등으로 제작한 조형물들이 곳곳에 설치, 문화적 여건도 잘 갖추어져 있다.
섬유·패션에 대한 기획의 영감을 얻을 수 있을 것이고, 비즈니스와 문화가 어우러진 신개념의 문화공간으로 활용할 수 있다.